# Вильгельм, Кейт
Кейт Вильгельм (англ. Kate Gertrude Wilhelm; 8 июня 1928 — 8 марта 2018) — американская писательница, работавшая в жанрах научной фантастики, мистики, фэнтези и детектива. Творчество Вильгельм отмечено тремя премиями «Небьюла», премией «Хьюго» и журнальной премией «Локус». В России возможны варианты перевода фамилии, как Вильхельм, Уилхельм и др.

## Биография
Кэтти Гертруда Мередит (англ. Katie Gertrude Meredith) родилась 8 июня 1928 года в Толидо, штат Огайо. Фамилия Вильгельм появилась после первого замужества.
Литературным дебютом Кейт Вильгельм стал научно-фантастический рассказ «Звездолёт длиною с милю» (англ. The Mile-Long Spaceship), опубликованный в журнале Astounding Science Fiction в 1957 году, и давший название первому сборнику её рассказов, вышедшему в 1963 году.
Первым крупным произведением писательницы стал детективный роман «Горше смерти», опубликованный в 1962 году.
В 1963 году Кейт Вильгельм вышла замуж вторично за известного фантаста Деймона Найта и прожила с ним вплоть до его смерти в 2002 году. Вместе с Найтом она основала знаменитые литературные мастерские — Милфордскую конференцию писателей-фантастов, а затем семинар «Кларион», и продолжала их вести после смерти мужа.
Кейт Вильгельм являлась лауреатом многих литературных премий, включая такие премии, как Аполло (фр. Prix Apollo), премия Курда Лассвица, Хьюго, Небьюла, Локус и премия имени Кристен Ломан (англ. Kristen Lohman).
В 2003 году она была включена в Зал славы научной фантастики и фэнтези. В 2009 году вошла в число первых трёх лауреатов новой премии «Солнцестояние» (англ. Solstice Award), учреждённой Ассоциацией писателей научной фантастики Америки, за вклад в развитие жанра.
На счету писательницы более тридцати романов и сборников. Её произведения переведены более чем на пятнадцать языков мира, в том числе и на русский (например, первое издание известного романа «Клон» и «Крошка, ты была бесподобна!»).
Кейт Вильгельм проживала в Юджине, в штате Орегон, в свободное от писательства и преподавания время занималась своим садом.
Писательница скончалась 8 марта 2018 года, не дожив ровно 3-х месяцев до своего 90-летнего юбилея.

### Барбара Холлоуэй
Это серия детективных романов об адвокате Барбаре Холлоуэй (англ. Barbara Holloway) из Юджина.
- 1991 год — «Death Qualified: A Mystery of Chaos»;
- 1994 год — «The Best Defense»;
- 1996 год — «For the Defense also named Malice Prepense in hardbound editions»;
- 1999 год — «Defense for the Devil»;
- 2000 год — «No Defense»;
- 2001 год — «Desperate Measures»;
- 2003 год — «Clear and Convincing Proof»;
- 2004 год — «The Unbidden Truth»;
- 2006 год — «Sleight Of Hand»;
- 2007 год — «A Wrongful Death»;
- 2008 год — «Cold Case».

### Констанс и Чарли
Это серия произведений о Констанс (англ. Constance) и Чарли (англ. Charlie).
- 1987 год — «The Hamlet Trap»;
- 1988 год — «The Dark Door»;
- 1989 год — «Smart House»;
- 1990 год — «Sweet, Sweet Poison»;
- 1992 год — «Seven Kinds of Death»;
- 1995 год — «A Flush of Shadows»;
- 1999 год — «The Casebook of Constance and Charlie Volumes 1 and 2»;

### В соавторстве с Теодором Томасом
- 1965 год — «Клон» (The Clone) номинант премии «Небьюла» (1965 год) в номинации Роман;;
- 1970 год — «The Year of the Cloud».

### Другие произведения
- 1962 год — «More Bitter Than Death»;
- 1963 год — «Звездолёт длиною с милю» (The Mile-Long Spaceship);
- 1966 год — «Andover and the Android»;
- 1966 год — «The Nevermore Affair»;
- 1967 год — «The Killer Thing»;
- 1967 год — «Крошка, ты была великолепна» (Baby, You Were Great);
- 1968 год — «Планировщики» (The Planners)[8], лауреат премии «Небьюла» (1968 год) в номинации Рассказ;
- 1969 год — «Let the Fire Fall»;
- 1970 год — «A Cold Night Dark With Snow», номинант премии «Небьюла» (1970 год) в номинации Рассказ;
- 1970 год — «April Fool’s Day Forever», номинант премии «Небьюла» (1970 год) в номинации Повесть;
- 1971 год — «The Plastic Abyss», номинант премии «Небьюла» (1971 год) в номинации Повесть;
- 1971 год — «Маргаретт и я» (Margaret and I), номинант премии «Небьюла» (1971 год) в номинации Роман;
- 1974 год — «City of Cain»;
- 1975 год — «Коробка с бесконечностью» (The Infinity Box), роман написан на основе одноимённой повести, номинировавшейся на премию «Небьюла» (1971 год) в номинации Повесть;
- 1976 год — «The Clewiston Test»;
- 1976 год — «Где допоздна так сладко пели птицы» (Where Late the Sweet Birds Sang), номинант премии «Небьюла» (1976 год) в номинации Роман;
- 1977 год — «Fault Lines»;
- 1979 год — «Время можжевельника» (Juniper Time), номинант премии «Небьюла» (1979 год) в номинации Роман, премия «Аполло» 1981 года;
- 1981 год — «Listen, Listen»;
- 1981 год — «A Sense of Shadow»;
- 1981 год — «The Winter Beach»;
- 1982 год — «Oh, Susannah!»;
- 1983 год — «Поприветствуем Хаос!» (Welcome, Chaos);
- 1985 год — «Huysman’s Pets»;
- 1985 год — «The Gorgon Field», номинант премий «Небьюла» (1985 год) и «Всемирной премии фэнтези» (1986 год) в номинации Лучшая повесть;
- 1986 год — «Девушка, которая упала в небо» (The Girl Who Fell into the Sky)[9], лауреат премии «Небьюла» (Лучшая короткая повесть) 1986 года. Повесть впервые была опубликована в журнале «Asimov’s Science Fiction» (октябрь 1986 года), потом перепечатывалась в сборнике «Дети ветра» (1989).
- 1987 год — «Навеки твоя — Анна» (Forever Yours, Anna)[10], лауреат премии «Небьюла» в 1987 году, номинант премии «Хьюго» (1988 год) в номинации Рассказ;
- 1988 год — «Crazy Time»;
- 1989 год — сборник «Дети ветра» (Children of the Wind);
- 1990 год — «Cambio Bay»;
- 1992 год — «And the Angels Sing»;
- 1992 год — «Naming the Flowers», номинант премии «Небьюла» (1993 год) в номинации Повесть;
- 1993 год — «Justice for Some»;
- 1994 год — «I Know What You’re Thinking», номинант премий «Небьюла» (1994 год) и «Хьюго» (1995 год) в номинации Рассказ;
- 1998 год — «The Good Children»;
- 2000 год — «The Deepest Water»;
- 2002 год — «Skeletons: A Novel of Suspense».

## Награды
- 1968 год — Премия «Небьюла», в номинации Рассказ (Short story) за Планировщики.
- 1977 год — Премия «Хьюго», в номинации Роман (Novel) за Где допоздна так сладко пели птицы 1976 года.
- 1977 год — Премия «Локус», в номинации Роман (Novel) за Где допоздна так сладко пели птицы 1976 года.
- 1986 год — Премия «Небьюла», в номинации Короткая повесть (Novellette) за Девушка, которая упала в небо.
- 1987 год — Премия «Небьюла», в номинации Рассказ (Short story) за Невеки твоя — Анна.
- 2006 год — Премия «Локус», в номинации Публицистика (Nonfiction Book) за Storyteller: Writing Lessons and More from 27 Years of the Clarion Writers' Workshop, 2006 год.
- 2006 год — Премия «Хьюго», в номинации Нехудожественное произведение (Non-fiction) за Storyteller: Writing Lessons and More from 27 Years of the Clarion Writers' Workshop, 2006 год.
- 2008 год — Премия «Солнцестояние» (Solstice Award)[11].